# Tommaso Strozzi
Tommaso Strozzi (Firenze, XIV secolo – Mantova, 1395 ca.) è stato un politico italiano, capostipite del ramo di Mantova degli Strozzi.

## Biografia
Suo padre era Marco di Rosso di Gerio Strozzi, che morì a Montaperti nel 1260.
Nel 1375 Tommaso fu membro dei magistrati fiorentini chiamati "Otto della Guerra", che entrarono in lotta contro i legati pontifici, i quali stavano ri-assoggettando i territori dello Stato della Chiesa in vista di un imminente ritorno del papa a Roma da Avignone. Nel 1376 ricevettero la scomunica da papa Gregorio XI ed iniziando a scacciare seicento fiorentini da Avignone, confiscando tutti i loro beni. Solo il successore Urbano VI riuscì a far firmare un trattato di pace a Tivoli il 28 luglio 1378. Ma la guerra degli otto santi, dei quali Tommaso Strozzi fu uno dei capi e il suo fallimento avevano impoverito la città di Firenze e gettato discredito sull'oligarchia guelfa al governo della città. Le corporazioni artigiane organizzarono un tumulto per protestare contro i banchieri (come appunto gli Strozzi e il loro capofamiglia, Tommaso) e i mercanti che detenevano il potere nella città. A loro si unirono i Ciompi, che presero ben presto il controllo della piazza. Iniziarono le espulsioni dei nobili da Firenze e alcuni, tra questi Piero degli Albizi, vennero decapitati. Tommaso riuscì ad evitare il patibolo nel 1382 rifugiandosi a Mantova, presso Ludovico II Gonzaga, signore della città. 
La celebre Cappella Strozzi di Mantova, eretta dalla sua famiglia nella Basilica di Santa Maria Novella a Firenze, da allora prese la denominazione 'di Mantova'. 

## Discendenza
Sposò in prime nozze Giovanna Monaldi e in seconde Giulia Malaspina. Tommaso ebbe sette figli:
- Uberto (XV secolo), iniziatore del ramo degli Strozzi di Mantova, sposò Lucrezia Salviati ed ebbe terre a Palidano  (Mantova)
- Marco, al servizio dei Gonzaga
- Guido
- Giacomo, politico, sposò Giacoma Benvenuti
- Bice, sposò Leonardo Sperelli e Antonio Caposelvi
- Giovanni, al servizio dei Gonzaga
- Ludovico, seguì il padre in esilio a Mantova